# 絢爛舞踏祭
《絢爛舞踏祭》（The Mars Daybreak）為日本索尼電腦娛樂所推出之機器人動畫，全部共26集。本劇於2004年4月1日到2004年9月23日於東京電視台播出，衛視中文台2005年12月4日週六日晚間6~7點 （一次兩集）播出，群英社引進、博英社DVD發行。以本劇為基礎所推出之PS2遊戲軟體於2005年7月7日由索尼電腦娛樂推出。

## 故事大綱
本劇以假想的火星為背景，除了火星上的最高峰奧林帕斯山之外，其它地方都被水與冰所覆蓋，因此在火星上生存的人們則建造了適應火星海洋環境的「都市船」。
由於火星上有豐富的水資源，地球政府將之視為開發據點，但也因此捲入了宇宙大戰；而受戰火所波及的火星則陷入了空前的蕭條，民不聊生，因此出現了數批海盜與反抗軍，對抗箝制火星居民的地球政府。

## 登場角色

### 黎明之船
葛蘭·瑞河（配音員：關智一（日本）／李景唐（台灣））
本劇主角。起初靠打零工維生，但是他在一次意外落海中，進入了RB（Round Bucklers，本劇所提到的人形機械兵器的總稱）「希望號」駕駛艙中，成為其駕駛員。之後加入了「黎明之船（Ship of Daybreak，本劇英文名稱「The Mars Daybreak」以此命名）」成為重要戰力之一。
夜弭·亞利安（配音員：山野井仁（日本）／林谷珍（台灣））
「黎明之船」所屬的王牌駕駛員，人稱「死神（Reaper）」，其座機為「士翼號」，操縱技術純熟，但也成為敵方的首要目標。
愛諾拉·塔夫科（配音員：村田秋乃（日本）／楊凱凱（台灣））
地球總統喬治的孫女，在火星留學，卻意外捲入綁架事件，經過幾番曲折後搭上黎明之船。
愛莉薩貝絲·利亞提（配音員：一城美由希（日本）／錢欣郁（台灣））
「黎明之船」的艦長，其優秀的統御能力使得全體成員士氣高昂。
艾思特·因·阿斯崔德（配音員：折笠富美子（日本）／傅其慧（台灣）））
「黎明之船」的副艦長，因為本身的種族為海妖族，外表雖然只有12歲程度，但實際年齡卻為140歲。在17回《叛亂！宇宙最強的海賊》（叛乱! 宇宙最強の海賊）中度過141歲的生日，17回之後實際年齡為141歲。
阿奇里斯·波蘭伍德（配音員：山崎巧）
綽號：阿奇，黎明之船的一員，其座機為「武勇號」、「義勇號」。
小加藤·瀧川（配音員：阪口大助（日本）／楊凱凱（台灣））
綽號：翔，黎明之船的一員，其座機為「慈愛號」。
東原惠（配音員：堀江由衣（日本）／錢欣郁（台灣））
黎明之船的一員，擁有特異的力量，常和翔、愛諾拉在一起。
莎拉·雪夏（配音員：矢島晶子（日本）／楊凱凱（台灣））
黎明之船的醫生，原本是醫學院的學生，但因為醫學院關閉了，所以被黎明之船所雇用。
克里沙利斯·米爾非（配音員：梁田清之）
黎明之船的水雷長，安靜但充滿男子氣概的個性。
奈莉·奧瑪爾（配音員：田村真紀）
黎明之船的整備長，負責修理RB和船舶。
克拉拉·德·席蘭（配音員：兵藤真子）
黎明之船的甲板長，帶著項圈型語言翻譯器的貓。
波伊波伊達（配音員：家中宏）
黎明之船的航海長、穿著著擬人型機械裝甲海豚（白鯨？），內有語言翻譯機，背部具火箭推進器可以進行短距離飛行，除了裝有導彈和魚雷，同時還配置了火箭和其他武器。
MAKI（配音員：高島雅羅（日本）／楊凱凱（台灣））
黎明之船的AI，能控制整艘黎明之船。

### 海賊
庫柏尼斯（配音員：藤原啟治）
傭兵海賊，右手是藏有劍和槍的電子人工手臂，其船艦為「美人魚」。

### 火星軍方·住民
貝絲提摩娜·羅倫（配音員：桑島法子（日本）／傅其慧（台灣））
葛蘭的青梅竹馬，被地球貴族羅倫家收養成為了養女，之後加入了火星軍方與反抗勢力對抗。她也提醒葛蘭應注重未來而非打工度日，其座機為「史庫瓦多」。
奈亞爾·波（配音員：辻親八（日本））
是反政府組織「火星獨立解放機構」政治代表，黎明之船的擁有者。

## 登場兵器
ラウンド・バックラー（Round Buckler）
汎銀河大戰中投入的人型機動兵器。
希望號
士翼號
武勇號·義勇號
慈愛號
F級フレーム
美人魚

## 製作人員
- 原案：「絢爛舞踏祭」（索尼電腦娛樂）
- 監督：森邦宏
- 總撰稿：淺川美也
- 角色設計·動畫導演：逢坂浩司
- 機械設計：佐藤道明
- RB設計：佐山善則
- 特技監督：竹内志保、宮原洋平
- 機械製作：村木靖
- 機械作畫監督：水畑健二、中田榮治、杉浦幸次
- 美術監督：森川篤
- 色彩設計：岩沢れい子
- 攝影監督：木村俊也
- 3D監督：那須信司
- 音響監督：鶴岡陽太
- 音樂：和田薰
- 製作人：笹村武史、山西太平、南雅彦
- 動畫製作：中山浩太郎
- 製作：東京電視台、電通、BONES

## 主題曲
- 片頭曲：「Take★Back」
- 作詞、作曲：清水恒介／編曲：武藤星兒&／歌、演奏：
- 片尾曲：
- 作詞、作曲：村下雅俊／編曲：中西亮輔／歌：妻夫木崇次

## 各話標題
| 話數                  | 原文標題 | 中文標題                       |
| --------------------- | -------- | ------------------------------ |
| 第一話                |          | 襲撃！黎明之船                 |
| 第二話                |          | 猛攻！ROUND BUCKLER            |
| 第三話                |          | 翔 憧憬的出擊！                |
| 第四話                |          | 接觸！葛蘭&貝絲&潛水艇         |
| 第五話                |          | 安娜奮鬥！我的夢幻艦隊         |
| 第六話                |          | 嗚呼！光榮與熱情的革命！？     |
| 第七話                |          | 是敵是友？傭兵海賊             |
| 第八話                |          | 絢爛！豪華舞踏會               |
| 第九話                |          | 臉紅心跳！泳裝秀大澡堂         |
| 第十話                |          | 觀光！火星先住移民的浪漫       |
| 第十一話              |          | 突破！地球軍包圍網             |
| 第十二話              |          | 怪談！幽靈船漂流地帶           |
| 第十三話              |          | 熱情大膽！海底的新娘           |
| 第十四話              |          | 大逃獄！愛與熱情的盡頭         |
| 第十五話              |          | 眼前的敵人！深幽靜寂的潛航吧   |
| 第十六話              |          | 潛入！博物都市船‧睿智之城      |
| 第十七話              |          | 叛亂！宇宙最強的海賊           |
| 第十八話              |          | 向船長求婚！？被稱為醫生的男人 |
| 第十九話              |          | 飛翔吧希望號！穿越那扇門       |
| 第二十話              |          | 決鬥！葛蘭和貝絲               |
| 第二十一話            |          | 再見了朋友！男人夢想永不消失   |
| 第二十二話            |          | 發現！奧林帕斯秘寶傳說的聖地   |
| 第二十三話            |          | 神之石！前所未有的爭奪戰       |
| 第二十四話            |          | 地球軍強襲！突入黎明之船作戰   |
| 第二十五話            |          | 衝啊葛蘭！拯救被囚禁的夥伴！！ |
| 第二十六話 （最終話） |          | 火星的黎明！Mars Daybreak      |

## 外部連結
- 東京電視台《絢爛舞踏祭》網站 （页面存档备份，存于）（日語）
- 衛視中文台《絢爛舞踏祭》網站[永久]（繁體中文）